# Hans Schaller
Hans Schaller – niemiecki saneczkarz reprezentujący RFN, złoty medalista mistrzostw świata.

## Kariera
Największy sukces w karierze osiągnął w 1957 roku, kiedy zdobył złoty medal w jedynkach podczas mistrzostw świata w Davos. W zawodach tych wyprzedził bezpośrednio Bibiego Torrianiego ze Szwajcarii oraz Austriaka Ericha Raffla. Był to jego jedyny medal wywalczony na międzynarodowej imprezie tej rangi. Był też między innymi siódmy w dwójkach podczas mistrzostw Europy w Davos w 1954 roku.